# Autostop/New York
Autostop/New York è il 26° 45 giri di Patty Pravo, pubblicato nel 1979 dalla casa discografica RCA.

## Il disco
Il singolo risultò l'88° più venduto del 1979.

### Autostop
Autostop è una canzone scritta da Maurizio Monti, Paul Jeffery e Nicoletta Strambelli.
Il brano fu incluso nell'album Munich Album.
Nel 1994 è stata eseguita una cover all'interno della trasmissione televisiva Non è la RAI dalla cantante Alessia Marinangeli e interpretata sul palco da Laura Stoppoloni, successivamente inserita nella compilation Non è la Rai novanta5.

### New York
New York è una canzone scritta da Franco Migliacci, George Sims e Flavio Paulin; si tratta di una cover, poiché la canzone era già stata incisa da Lorella Pescerelli e da lei presentata al Festival di Sanremo 1979 (in lingua italiana).
Oltre alla versione inglese di Patty Pravo, ne è stata incisa e pubblicata un'altra cover, con testo ugualmente in lingua inglese, da uno degli autori (Flavio Paulin) che presenta qualche modifica nel testo.
Il brano fu incluso nell'album Munich Album.

## Tracce
45 Giri edizione italiana
Lato A
1. Autostop – 3:57

Lato B
1. New York – 4:14